# Lubbock
Lubbock é uma cidade localizada no estado norte-americano do Texas, no condado de Lubbock, do qual é sede. Foi fundada em 1890 e incorporada em 1909. É a nona cidade mais populosa do estado.
Lubbock é o berço da lenda do rock Buddy Holly, e dispõe de um centro cultural que leva seu nome.

## Geografia
De acordo com o United States Census Bureau, a cidade tem uma área de 351,8 km², dos quais 348,6 km² estão cobertos por terra e 3,2 km² por água.

### Localidades na vizinhança
O diagrama seguinte representa as localidades num raio de 20 km ao redor de Lubbock.

## Demografia
Segundo o censo nacional de 2010, a sua população é de 229 573 habitantes e sua densidade populacional é de 652,5 hab/km². É a nona cidade mais populosa do estado e a 84ª mais populosa do país.

## Marcos históricos
A relação a seguir lista as 18 entradas do Registro Nacional de Lugares Históricos em Lubbock. O primeiro marco foi designado em 21 de junho de 1971 e o mais recente em 17 de março de 2021. Aqueles marcados com ‡ também são um Marco Histórico Nacional.
- Cactus Theater
- Canyon Lakes Archeological District
- Carlock Building
- Fort Worth and Denver South Plains Railway Depot
- Fred and Annie Snyder House
- Great Plains Life Insurance Company Building
- Holden Properties Historic District
- Kress Building
- Lubbock County Jail
- Lubbock High School
- Lubbock Lake Site‡
- Lubbock Post Office and Federal Building
- South Overton Residential Historic District
- Texas Technological College Dairy Barn
- Texas Technological College Historic District
- Tubbs-Carlisle House
- Warren and Myrta Bacon House
- William Curry and Olive Price Holden House